# Cladonia albofuscescens
Cladonia albofuscescens Vain. è una specie di lichene appartenente al genere Cladonia,  dell'ordine Lecanorales.
Il nome proprio deriva dal latino albus, che significa bianco, di colore chiaro, e dal latino tardo fuscescens, cioè tendente a tonalità più scure, più fosche ad indicare il colore degli apoteci.

## Caratteristiche fisiche
Il fotobionte è principalmente un'alga verde delle Trentepohlia.
All'esame cromatografico del TLC (Cromatografia su strato sottile) ha rivelato tracce di acido fumarprotocetrarico.

## Località di ritrovamento
La specie è stata rinvenuta nelle seguenti località:
- Brasile (Paraná);
- Venezuela

## Tassonomia
Questa specie appartiene alla sezione Cladonia; a tutto il 2008 non sono state identificate forme, sottospecie e varietà.